# Nimfeidi
Nimfeid je vodna rastlina, katere list in cvet plava na površini vode. Nimfeidi rastejo v jezerah in ribnikih za pasom trstja. Med nimfeide štejemo lokvanje, blatnike, plavajoče dristavce, vodno zlatico, vodno lečo in strelušo.Na delih potopljenih rastlin (viticah, koreninah) se razvijajo epifiti, sestavleni iz mikroskopskih alk. Veliki listi nimfeidov so prosto za odlaganje jajčec in hrana za nekatere živali, na primer za drobne hrošče, listne uši, muhe, kačje pastirje, mladoletnice. Na spodnji strani listov živijo tudi polži, vrtinčarji, pijavke, mahovnjaki.